# Bas-Intyamon
Bas-Intyamon är en kommun i distriktet Gruyère i kantonen Fribourg, Schweiz. Kommunen skapades den 1 januari 2004 genom sammanslagningen av de tidigare kommunerna Enney, Estavannens och Villars-sous-Mont. Bas-Intyamon hade 1 701 invånare (2023).